# Lauwersmeer
Lauwersmeer er en menneskeskabt sø i det nordlige Holland, på grænsen til provinserne Groningen og Friesland. Søen blev dannet den 23. maj 1969, da diget mellem bugten kaldet Lauwerszee og Vadehavet blev lukket. Det er kendt for ornitologiske studier (fuglekikkeri).
På den østlige bred af Lauwersmeer er Marnewaard, et træningsområde for den kongelige nederlandske hær. De centrale og østlige dele af søen blev Lauwersmeer Nationalpark den 12. november 2003.

## Historie
Lauwersmeer (på hollandsk: Lauwerszee) blev dannet ved en oversvømmelse i 1280, og opkaldt efter floden Lauwers, som strømmer langs grænsen mellem Groningen og Frieslands provinser. Under oversvømmelsen forsvandt floden Lauwers munding og dens bifloder Reitdiep, Dokkumerdiep og Ee flød direkte ud i den nye bugt. Mange planer blev foretaget efter denne katastrofe for at afskære den fra havet, men ingen blev nogensinde iværksat. Dele af det blev imidlertid inddiget i mindre stykker og reducerede langsomt området fra et stort togrenet flodmunding til det næsten firkantede indløb, der ses på nyere kort.
De første alvorlige planer om at dræne Lauwersmeer var fra 1849.
I 1930'erne kom en kommission op med flere planer, men alle blev lagt på hylder og blev aldrig udført. Oversvømmelseskatastrofen fra 1953 og julefloden fra 1954 viste, at der skulle gøres noget. I 1958 fastlagde Ny Delta Loven, at der skulle ske en forstærkning af digerne i det nordlige Holland. Ved Lauwersmeer var der to muligheder for at styrke de eksisterende diger omkring Lauwersmeer (32 km dige) eller at lave en 13 km dæmning, der adskiller Lauwersmeer og Vadehavet. Efter en undersøgelse fandt ud af, at 13 km digeplanen var dyrere end 32 km digeplanen, besluttede regeringen sig for den billigere mulighed.
De mennesker, der boede i området, protesterede, og der blev nedsat et udvalg (actiecomité "Lauwerszee"). Der indsamledes 135.000 underskrifter fra folk, der ønskede at lukke Lauwersmeer. I Leeuwarden blev der afholdt et stort møde for at vise regeringen, at lokale folk ikke var enige i beslutningen. Den 10. juni 1960 besluttede Kabinet-De Quay at lukke Lauwersmeer, idet man accepterede at dele omkostningerne med provinserne Groningen og Friesland, som også var enige i at vedligeholde diget efter afslutningen.
Det 13 kilometer lange dige har sluse og stigbord. En ny havn kaldet Lauwersoog blev bygget delvist langs diget. Den endelige lukning og adskillelse fra Vadehavet fandt sted den 25. maj 1969; siden da er området blevet kaldt Lauwersmeer.
Ny flora og fauna optrådte efterhånden i takt med, at Lauwerszee gradvist blev omdannnet til en ferskvandssø, og for at beskytte dette nye og unge naturområde blev det besluttet den 12. november 2003 at udlægge Lauwersmeer til nationalpark. Færgen til Schiermonnikoog, der tidligere havde sejlet fra Oostmahorn, sejler nu fra Lauwersoog.
- Parti fra Lauwersmar
- Lauwersmar
- Sluse ved Lauwersoog
- Sluse ved Lauwersoog
- Sluse, maskinrum i toppen af bygningen
- Fyrtårnet i Oostmahorn, med udsigt over Lauwersmeer